# Saxifraga diapensia
Saxifraga diapensia är en stenbräckeväxtart som beskrevs av H. Sm.. Saxifraga diapensia ingår i Bräckesläktet som ingår i familjen stenbräckeväxter. Inga underarter finns listade i Catalogue of Life.